# Amadeus August
Pour les articles homonymes, voir August.
Amadeus August, né le 6 mai 1942 à Breslau et mort le 6 juillet 1992 à Munich, est un acteur allemand. 

## Biographie
Il est surtout connu pour avoir incarné Quentin Durward dans la série éponyme en 1971 et a participé à bon nombre de séries telles que Tatort, Inspecteur Derrick ou encore Le Renard. Au cinéma, il est notamment apparu dans La Course à l'échalote (1975) avec Pierre Richard et Jane Birkin. Il meurt du sida à l'âge de 50 ans.

## Filmographie

### Cinéma
- 1970 : O Happy Day (de) : Robert
- 1970 : Beiß mich, Liebling : Peter Busch
- 1972 : Sie liebten sich einen Sommer (de) : Stefan
- 1972 : Vendredi sanguinaire : Christian Hofbauer
- 1975 : La Course à l'échalote : Gunther
- 1980 : Heiße Kartoffein : Dr. Johannes Kniefel
- 1983 : Le Marginal : le bagarreur du club pour homosexuels "Carré d'As"
- 1986 : L'Assaut : Hauptsturmführer
- 1989 : Gummibärchen küßt man nicht : le leader des espions

### Télévision

#### Séries télévisées
- 1971 : Quentin Durward : Quentin Durward
- 1973 : Algebra um nacht
- 1973 : Der Kommissar : Rolf Bergmann
- 1977 : Pariser Geschichten
- 1978 : Le Temps des as : Helmut Lutz
- 1979 : Le Roi qui vient du sud : Bellegarde
- 1979 : Mathias Sandorf (de) : Étienne Bathory (2 épisodes)
- 1979 : Inspecteur Derrick : Dr. Klemm (1 épisode)
- 1980 : La Conquête du ciel : Lutz
- 1983 : L'Homme de Suez
- 1984 : Tatort : Kurt Sander (1 épisode)
- 1985 : L'Ami des bêtes : Jürgen Graeter
- 1986-1992 : Le Renard : rôles divers (6 épisodes)
- 1988 : Les Douze Salopards : Bruner (1 épisode)
- 1988 : Inspecteur Derrick : Klaus Ohne alias "Gregor Wegmüller" (épisode 164)
- 1990 : Das Erbe der Guldenburgs : Maurice Bernard (5 épisodes)
- 1990 : Le Gorille : Helmut Nüchtern (1 épisode)
- 1991 : Insel der Traüme : Rüdiger Langhorn (1 épisode)
- 1991 : La Misère des riches 2
- 1992 : Der Fotograf oder Das Auge Gottes
- 1992 : Glückliche Reise : Armin Jobst (8 épisodes)

#### Téléfilms
- 1972 : Die keusche Susan : Paul, le fils
- 1975 : Baby Hamilton oder das kommt in den besten Familien vor : Charles
- 1976 : Das kleine Hofkonzert
- 1978 : Feuerwasser : John Polachek
- 1983 : Der grüne Stern : Gottfried Hofer
- 1983 : Hanna von acht  bis acht
- 1987 : Barbara Hutton, destin d'une milliardaire (en) : le Comte de Haugwitz-Reventlow
- 1988 : Una casa a Roma : Gunter
- 1988 : Un train pour Petrograd
- 1989 : Dick Francis : In the Frame : Hermann Forster
- 1990 : Le Complot du renard : Muller
- 1991 : L'Impure : Robert
- 1991 : Le Roi Mystère : Philibert Watt
- 1991 : L'Amour maudit de Leisenbohg : Siegfried